# Костел Непорочного Зачаття Пресвятої Діви Марії (Жванець)
Костел Непорочного Зачаття Пресвятої Діви Марії  — католицький храм, побудований у Жванці, у 1740 році, за кошти а пожертви католиків вірменського обряду та Лаврентія Ланцкоронського.

## Історія
- 1740 — на пожертви католиків вірменського обряду та Лаврентія Ланцкоронського, з дозволу якого 1699 року у Жванець прибули вірмени з сусіднього Кам'янця-Подільського.
- 1769 — храм спалено барськими конфедератами.
- 1782–1786 — костел відбудовано.
- 1791 — святиню консекрував Львівський архієпископ вірменського обряду Валеріан Туманович.
- 1869 — храм стає парафіяльним.
- 1935–1992 — у закритому костелі знаходилась майстерня сільхозтехніки.
- 1994 — частково відновлений о. Романом Тваругом Кам'янця-Подільського костел освятив єпископ Ян Ольшанський.

Жванець обслуговують отці-пауліни (орден Братів св. Павла Першого Пустинника) кам'янець-подільської парафії св. Миколая єп. мч.

## Архітектура

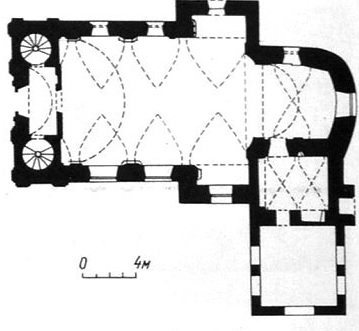
План костелу

Розташований на території, оточеній різночасної кам'яною огорожею. На західній і східній сторонах — оборонні стіни з бійницями. З південно-західного боку — двоє воріт: перші — пізні, другі — давніші (представляють руїни вхідного споруди зі сторожкою). Побудований на місці спорудження 1699 р Кам'яний, однонефний з двома екседрами по бічних фасадах, з сегментно замкнутої апсидою. Бічні членування нартекса були збільшені вежами. Неф і апсида перекриті напівциркульними склепіннями зі стрілчастими розпалубками, п'яти склепінь декоровані кам'яним різьбленням. Основним засобом художньої виразності головного фасаду є різьблені композиції, виконані в ренесансно-барокових традиціях. Пам'ятник — самобутній твір пізнього бароко.

## Галерея

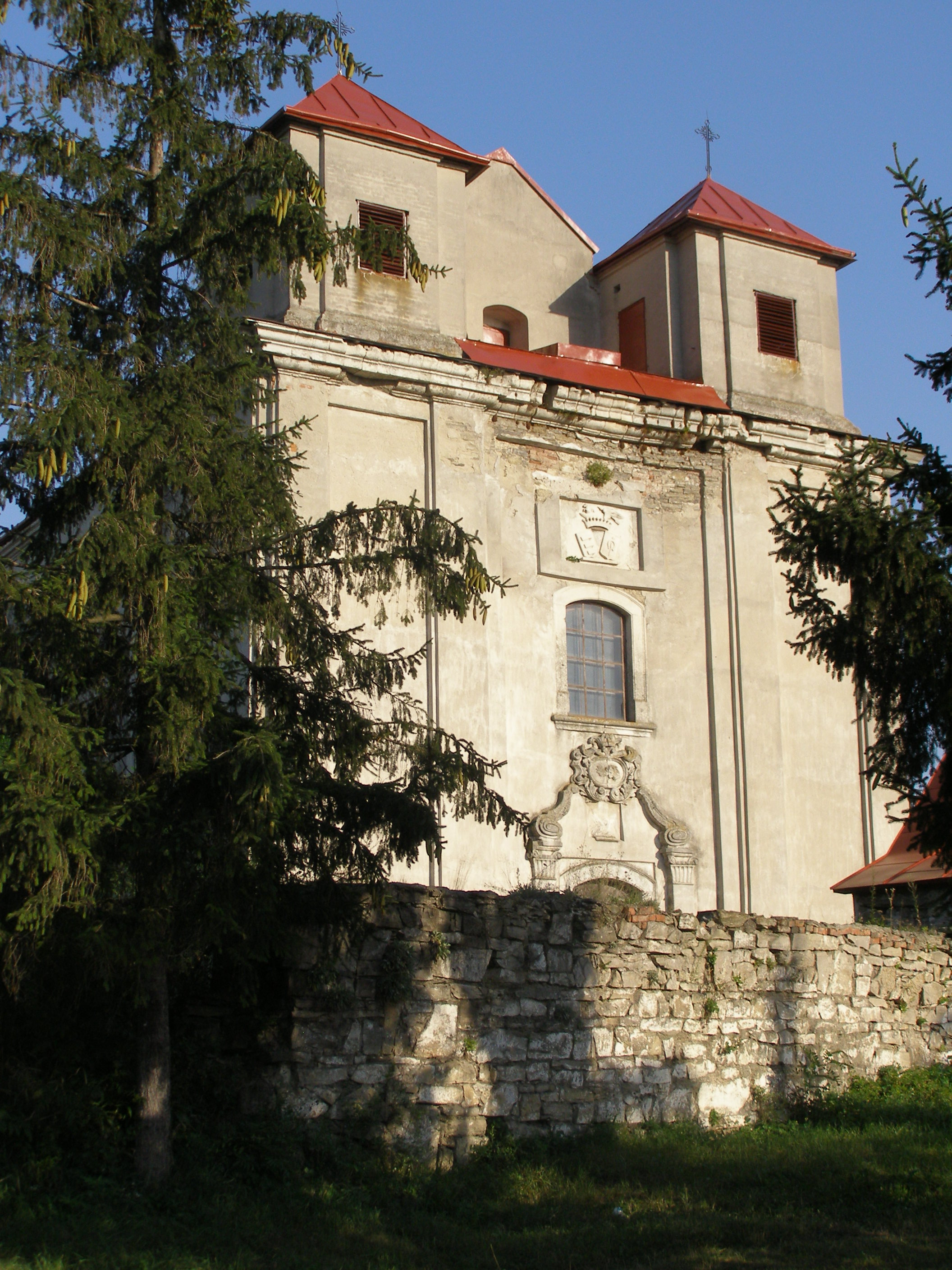
Костел у Жванці
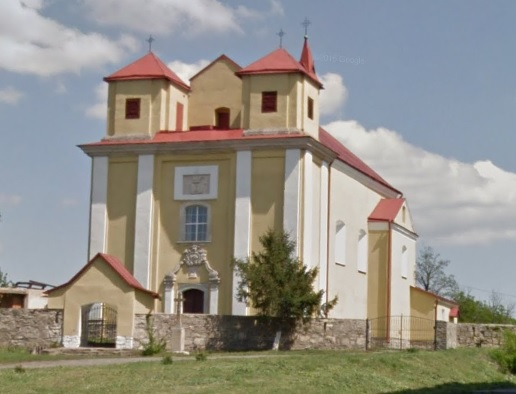
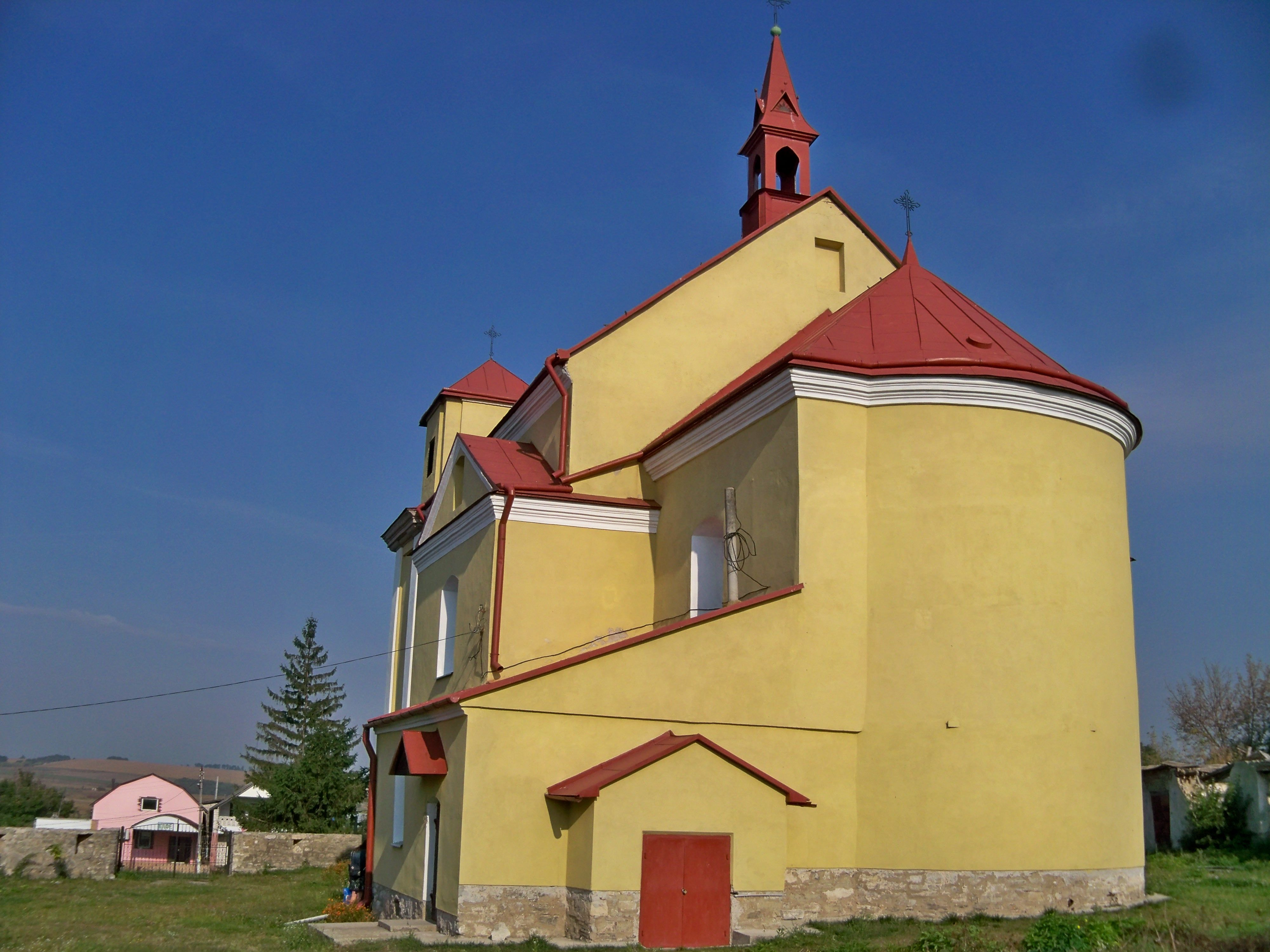
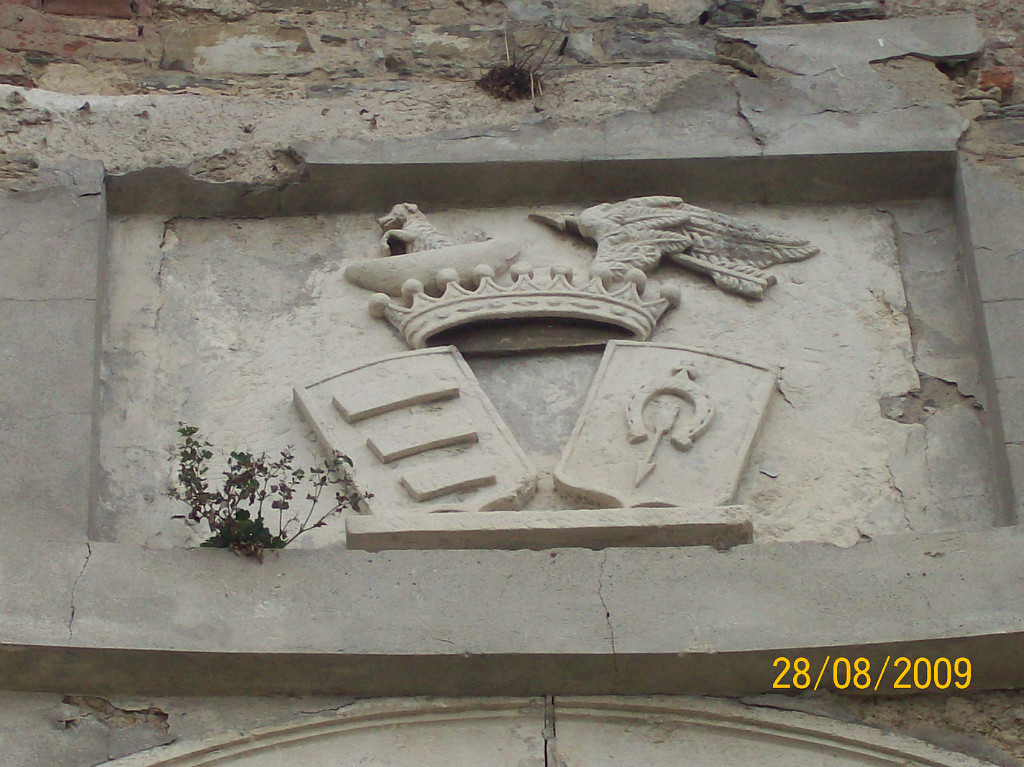
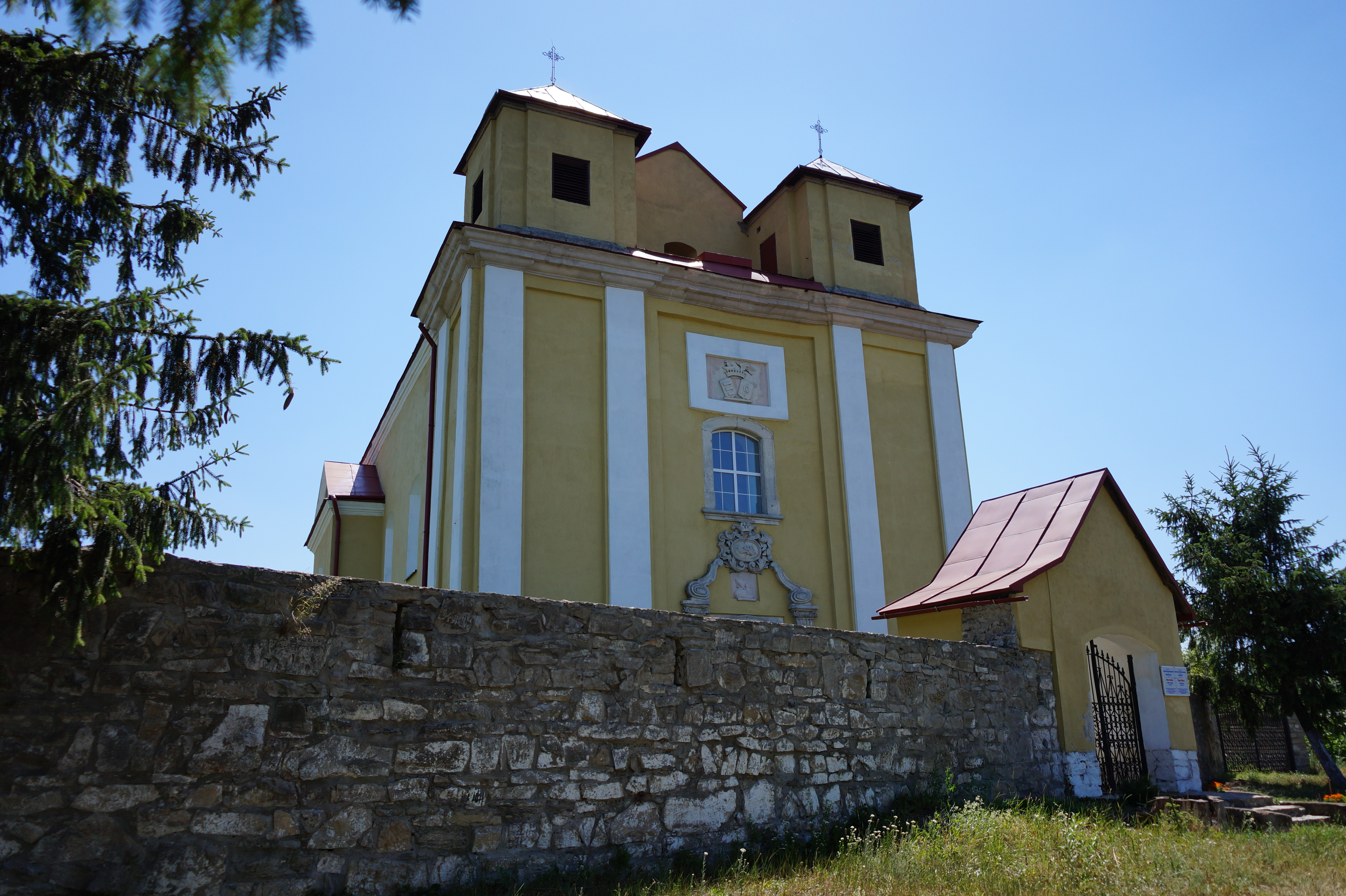
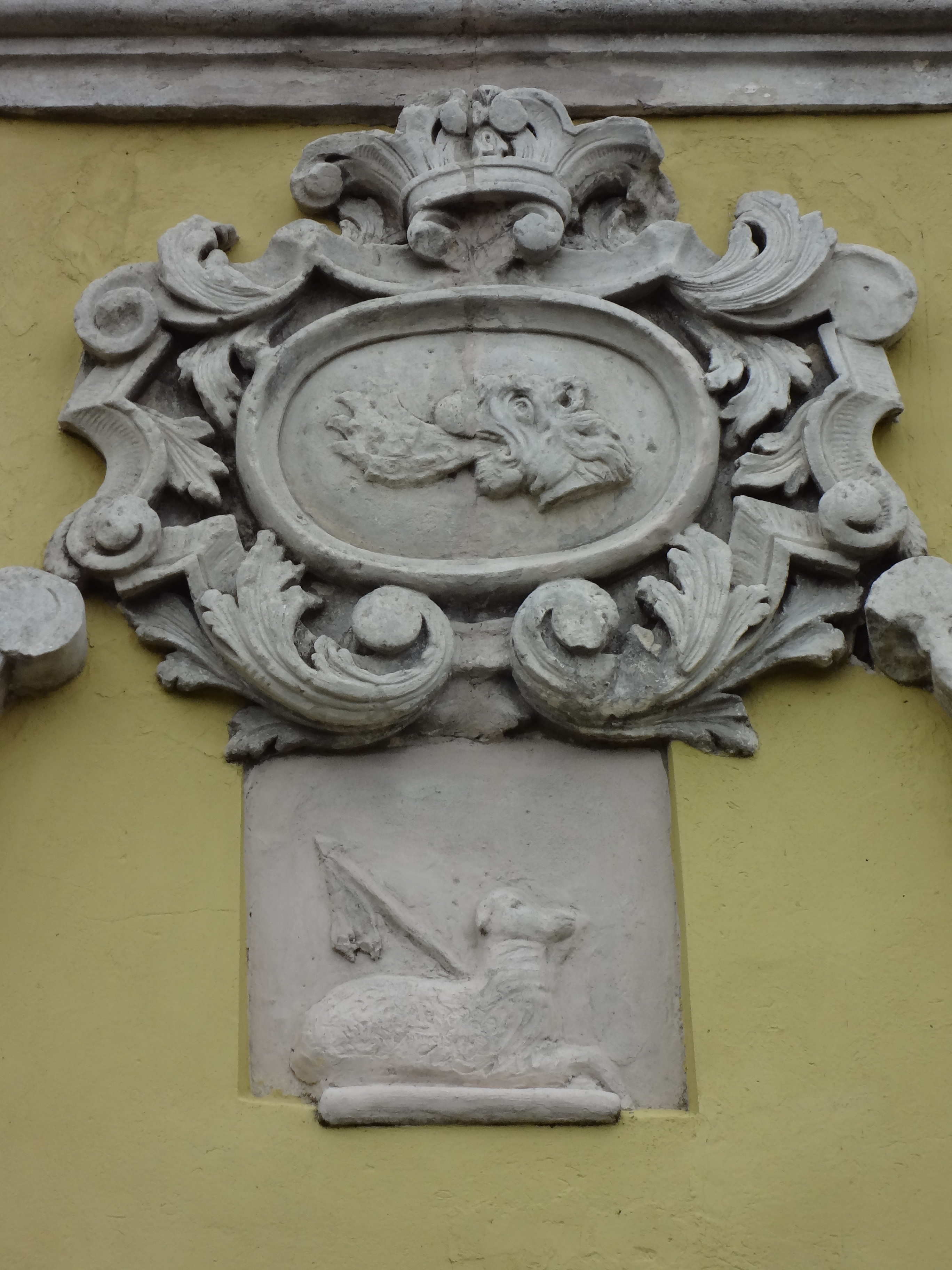
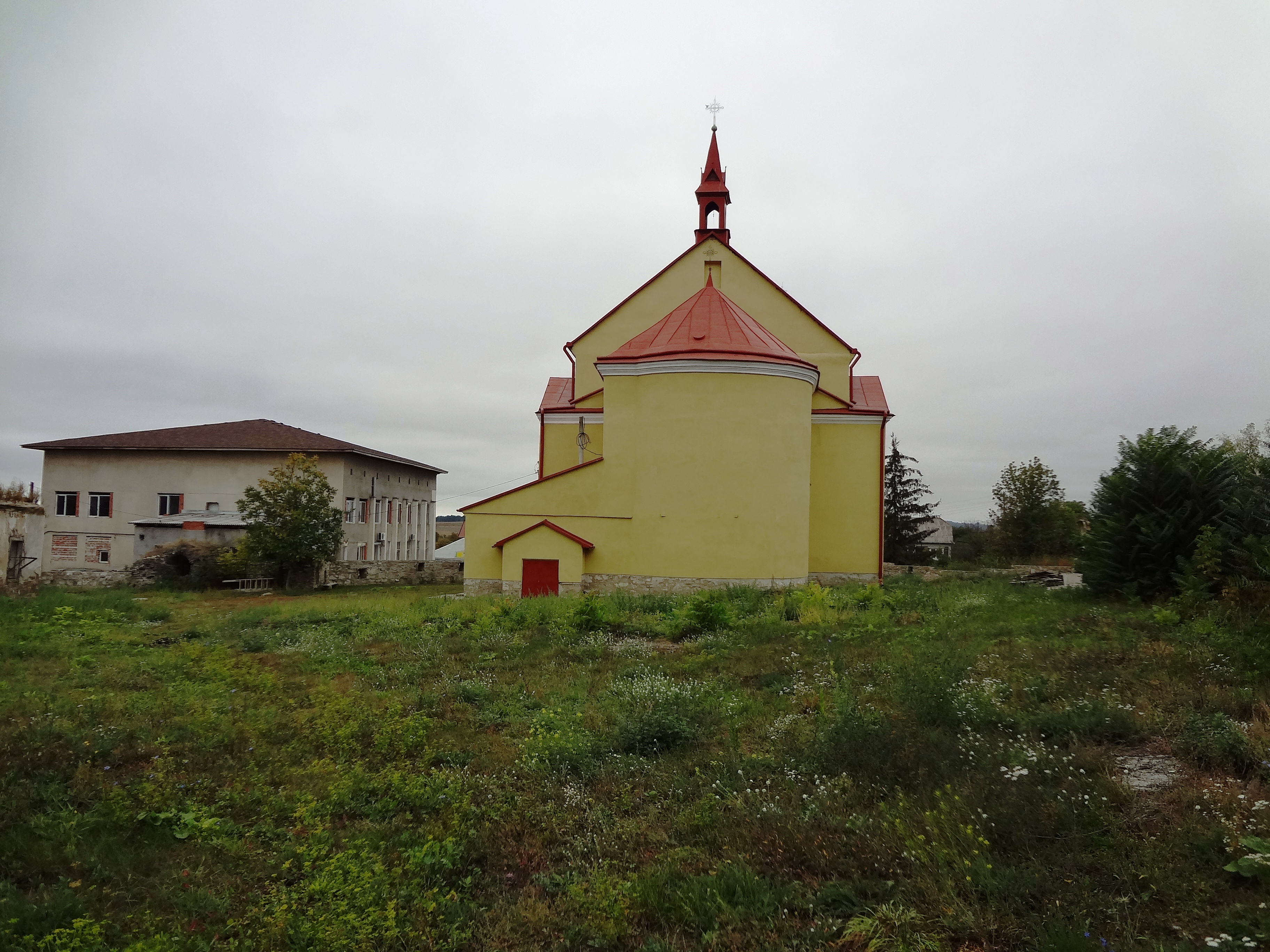
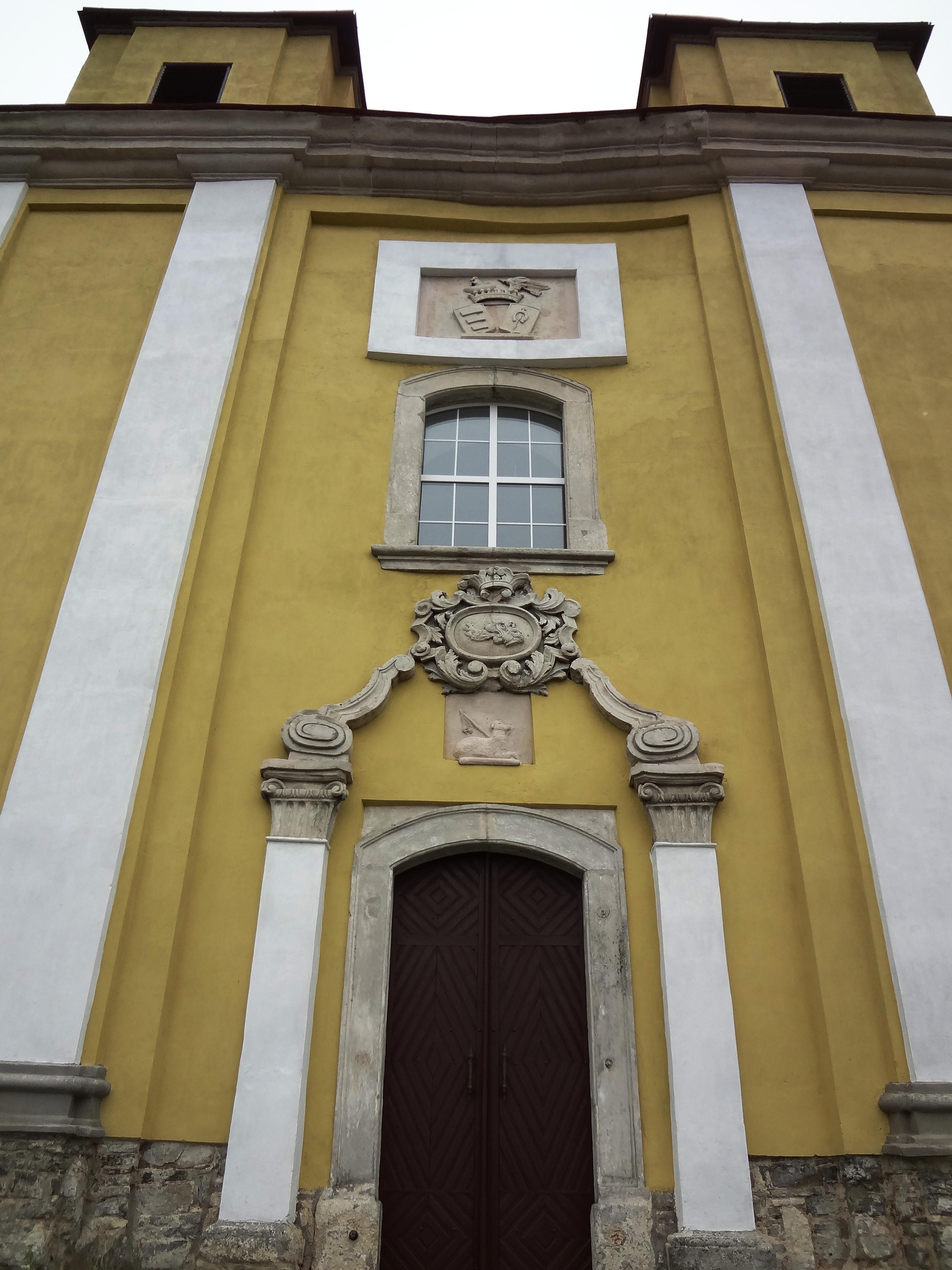
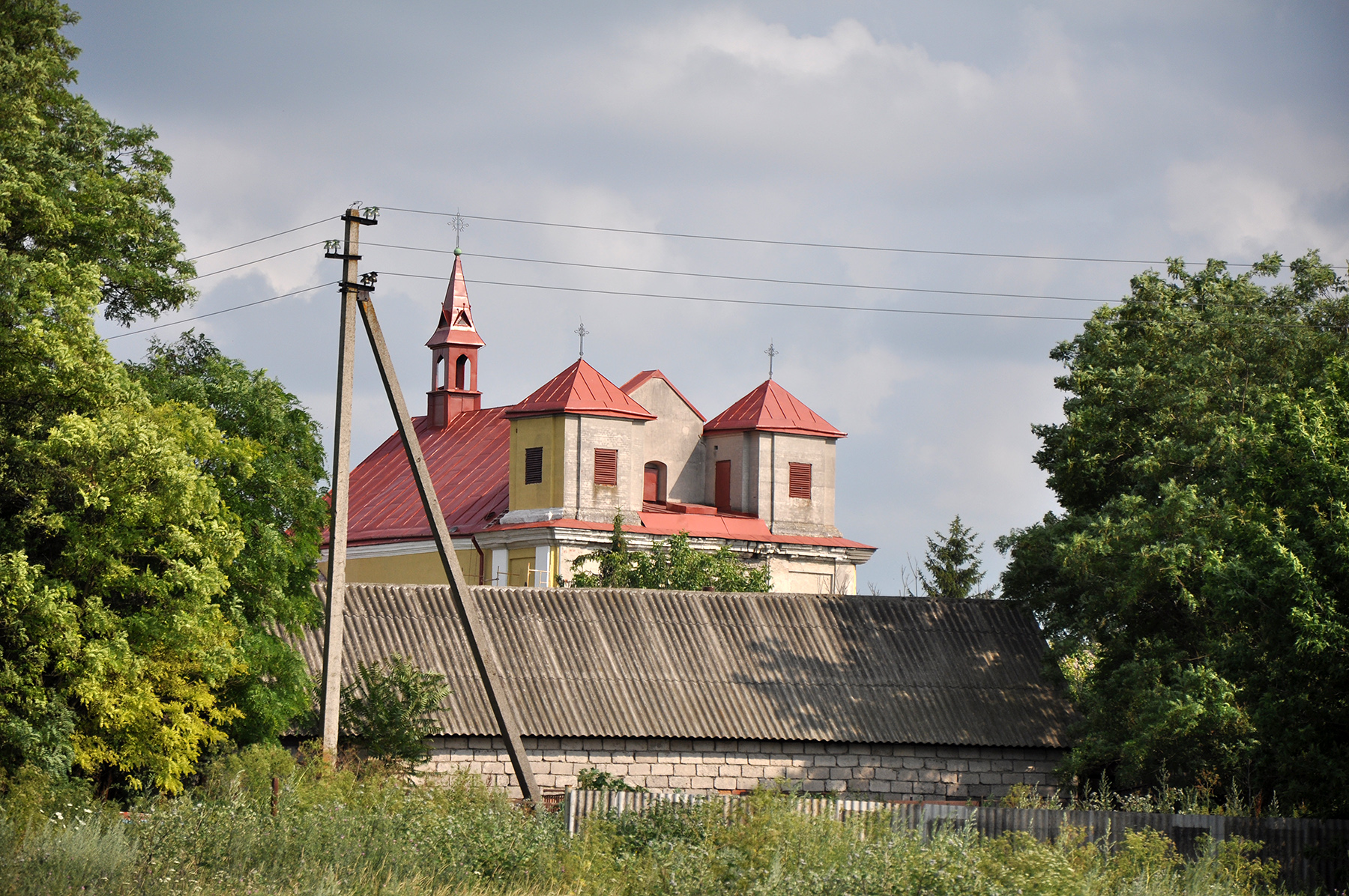
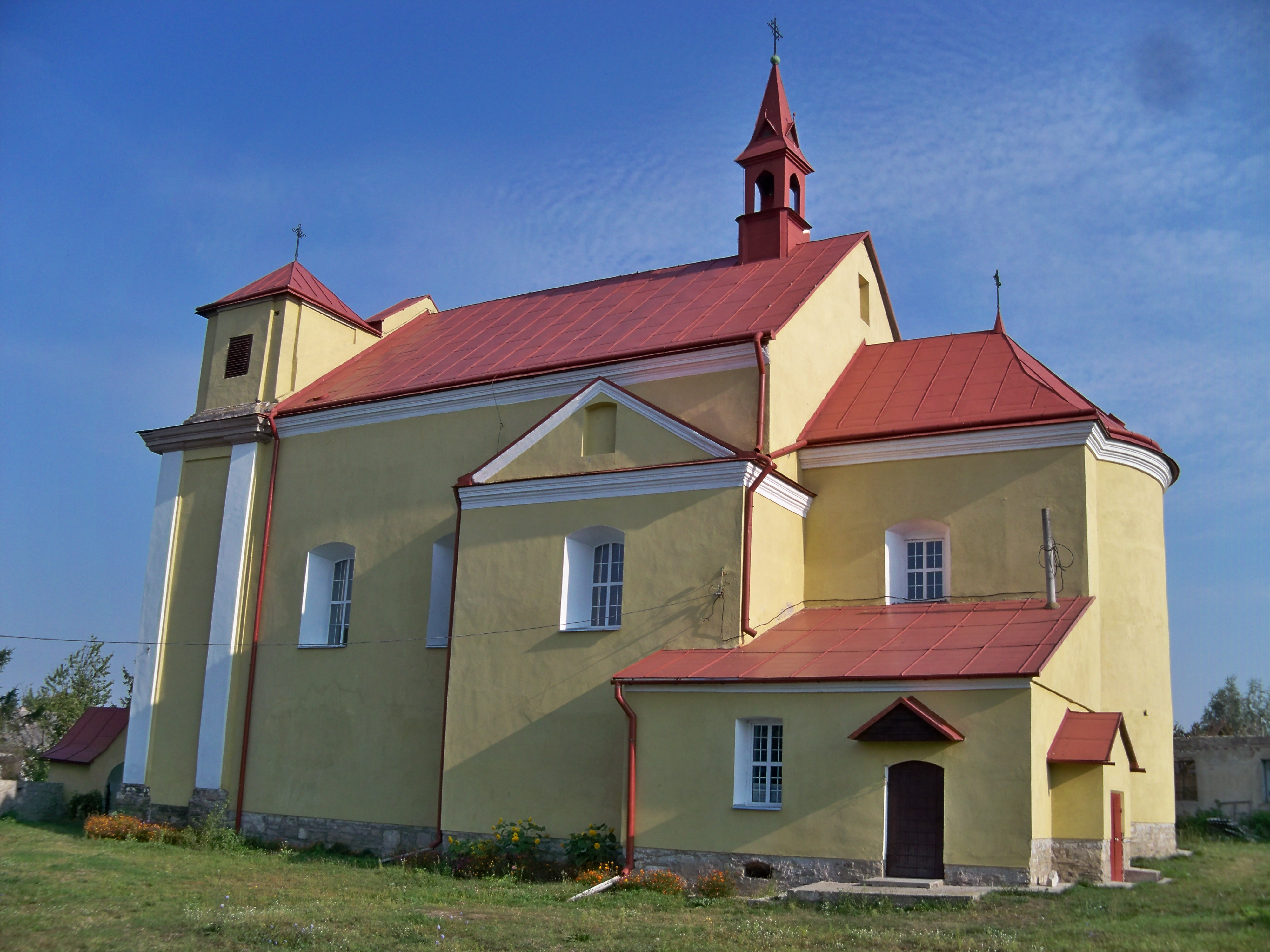
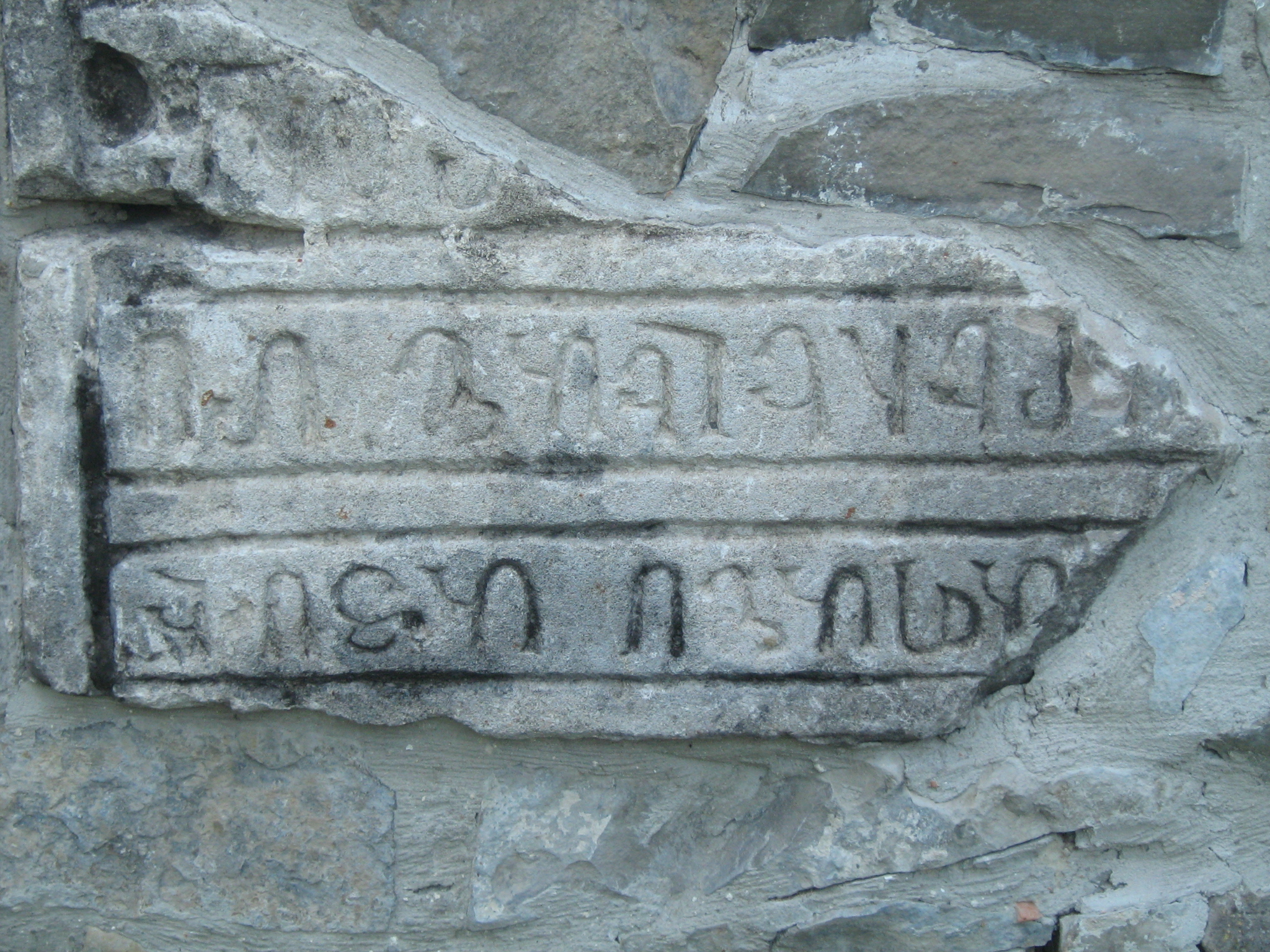